# Большая Вильва
Большая Вильва — деревня в Пермском крае России. Входит в Александровский муниципальный округ.

## География
Деревня расположена в 1 км от реки Вильва и примерно в 10 км к западу от административного центра округа, города Александровск.

## Население
| 2010 |
| ---- |
| 2    |

## История
С 2004 по 2019 год входила в Всеволодо-Вильвенское городское поселение Александровского муниципального района.

## Топографические карты
- Лист карты O-40-31. Масштаб: 1 : 100 000. Состояние местности на 1982 год. Издание 1987 г.